# Naissance en 848
Naissance
- 844
- 845
- 846
- 847
- 848
- 849
- 850
- 851
- 852

Cette page dresse une liste de personnalités nées au cours de  l'année 848 :
- Gunnlaugur Hrómundsson (es), viking.
- Jarl Hroald (es), viking.

date incertaine (vers 848)
- Alphonse III des Asturies, roi des Asturies.
- Lothaire le Boiteux, fils du roi carolingien Charles le Chauve et d'Ermentrude d'Orléans.

## Crédit d'auteurs
- Cet article est partiellement ou en totalité issu de l'article intitulé « 848 » (voir la liste des auteurs).